# Landstände
Als Landstände bezeichnet man die politischen Vertretungen der Stände in den europäischen Gesellschaften des Mittelalters und der Frühen Neuzeit gegenüber dem jeweiligen Landesherrn.

## Begriff
Landstände nahmen einerseits an der landesherrlichen Macht teil, standen jedoch andererseits als eigenständige Interessenvertretung und damit als Gegenpol dem Fürsten gegenüber. Sie bildeten sich als Korporationen im Spätmittelalter und in der Frühen Neuzeit unter den verschiedensten Bezeichnungen in ganz Europa. Kennzeichen aller europäischen Landstände war das Recht auf Steuerbewilligung, mit dem sie eine wichtige Einflussmöglichkeit auf die Politik des jeweiligen Herrschers hatten. Die ständische Verfassung stellte eine vormoderne Stufe des parlamentarischen Systems dar.
Die Bezeichnungen für Ständekorporationen in Europa waren z. B. États généraux (Frankreich), Cortes (Kastilien, Aragón, Portugal), Parliament (England), Ståndsriksdag (Schweden), Staten-Generaal (Niederlande), Rigsrådet (Dänemark), Sejm (Polen) und Český zemský sněm in Böhmen.
Die Zusammensetzung der Landstände war je nach Land und Zeit sehr verschieden. Außerdem wurden sowohl die Vertretungen der älteren Ständeordnung, in der das ständische Element vorherrschend war, als auch die Volksvertretungen der neueren Repräsentativsysteme als Landstände bezeichnet. Sowohl in der Ständeordnung als auch in den neueren Repräsentativsystemen war für die allgemeine Versammlung der Landstände die Bezeichnung Landtag gebräuchlich geworden. Die Gesamtheit der Landstände eines Herrschaftsgebietes wurde auch Landschaft genannt.
Im älteren ständischen System bestanden die Landstände ursprünglich aus der Versammlung der Abgeordneten der privilegierten Stände eines Landes, dem Adel und dem Klerus, welche sich zu einer festen Körperschaft zusammengeschlossen hatten. Später kamen daneben auch Vertreter von Städten hinzu. In einzelnen Fällen (bspw. in Tirol, Württemberg oder Mecklenburg) waren auch freie Bauern als Abgeordnete des Bauernstandes zur Mitsprache berechtigt. Eine eigentümliche Ausnahme bildeten hier die Stände des Landes Hadeln: Diese wurden fast ausschließlich aus Großbauern gebildet.
Auf den Landtagen wurden die Landstände in einzelne Kurien (Abteilungen) eingeteilt. So wurden in der Regel drei Kurien unterschieden: die Prälaten, die Ritterschaft und die Städte. Die früheren Landstände vertraten allerdings zunächst nur die Rechte ihres eigenen Standes und konnten jedenfalls nur mittelbar zugleich auch als Vertretung der gesamten Bevölkerung ihres Landes gelten. In den Ständeordnungen konnte der Landesfürst im Gegensatz zu absolutistischen Herrschaftssystemen außerhalb seines eigenen Herrschaftsgebietes (Kammergüter) ohne die Einwilligung der Landstände keine neuen Steuern erheben und neue Gesetze verabschieden. Die Landstände hatten in einzelnen Beziehungen auch Anteil an der Rechtspflege und anderen öffentlichen Angelegenheiten. Die Grenzen ihrer Befugnisse waren in der Regel aber nicht genau bestimmt.
Zum Teil wurde die Bezeichnung Landstände auch für die konstitutionellen Volksvertretungen der neueren Repräsentativsysteme beibehalten, die in vielen Staaten im Laufe des 19. Jahrhunderts an die Stelle der privilegierten Stände der Ständeordnung getreten waren. In diesem Sinne verlangte die Deutsche Bundesakte, dass die Mitgliedsstaaten des Deutschen Bundes eine landständische Verfassung haben sollten.

## Geschichte

### Vorläufer
Die Entstehung der Landstände kam erst im 14. Jahrhundert auf. Die Bezeichnung „Landstände“ tauchte im Mittelhochdeutschen noch nicht auf und wurde wohl erst später aus dem französischen Wort états übersetzt. Zwar fanden nach den Aufzeichnungen des römischen Historikers Tacitus schon in der Antike Mitbestimmungen bei wichtigeren öffentlichen Angelegenheiten statt. Nach dem alten germanischen Recht wurden Volks- und Gerichtsversammlungen, das sogenannte Thing, unter freiem Himmel abgehalten. Auch im späteren Fränkischen Reich existierte mit den allgemeinen Versammlungen des Adels und der Geistlichkeit, den sogenannten Placita eine gewisse Art von Repräsentation des Volkes. Auch bei einzelnen Volksstämmen, z. B. den Bayern und Sachsen, gab es derartige Versammlungen. Allerdings entsprachen diese Versammlungen nicht den festen Zusammenschlüssen der Landstände, wie sie sich im 14. Jahrhundert herausbildeten. Auf den Hof- u. Rittertagen und den Landthingen des 12. und 13. Jahrhunderts wurden zwar Gegenstände der allgemeinen Landeswohlfahrt verhandelt, aber den Versammlungen fehlte noch der Charakter der Verbindung zu einer selbständigen Körperschaft.

### Entstehung der Landstände
Seit dem 14. Jahrhundert bildeten sich mit der Entwicklung der Landeshoheit und mit der festeren Begrenzung des Territorialbestandes der einzelnen Herrschaften die eigentlichen Landstände aus den eingesessenen Herren, Vasallen und Ministerialen heraus. Diese fingen an, sich über ihre Rechte und Freiheiten von den Landesherrn urkundliche Zusicherungen erteilen zu lassen und schlossen untereinander Bündnisse zur Wahrung ihrer eigenen Rechte und Freiheiten.
Für den Zusammenschluss zu festen Organisationen bestanden verschiedene Gründe. Zum einen verlangten die Landesherren jetzt häufig Steuern und die größeren Grundbesitzer wollten sich von dem Landesherrn bestimmtere Versprechungen über die künftige Anlegung der Steuern geben lassen. Zum anderen waren Streitigkeiten über Sukzessionsverhältnisse, der Übergang des Landes an einen neuen Herrn oder die Wiedervereinigung getrennter Landesteile Veranlassung zur Bildung einer festen Vereinigung. Aus den dabei gewonnenen Privilegien bildete sich nach und nach eine Summe von Landesfreiheiten der Landstände gegenüber den Landesherren heraus.
Im 15. und 16. Jahrhundert wuchs der Einfluss der Landstände. Die Landesherren waren wegen der Beschränktheit ihrer eigenen Mittel oft auf die Unterstützung ihrer Landstände angewiesen, womit diese an Bedeutung gewannen. Daher traten die Landstände im 15. und 16. Jahrhundert häufig sogar als wirkliche Mitregenten auf und beschäftigten sich mit allen wichtigeren Angelegenheiten, selbst solchen, die zunächst nur die fürstliche Familie angingen. Aus der ursprünglichen Pflicht der Vasallen, ihren Lehnsherrn in bestimmten Fällen mit besonderen Leistungen zu unterstützen, entwickelte sich das Steuerbewilligungsrecht der Landstände. Es folgte die Gründung eigener landschaftlicher Kassen, in die zunächst die bewilligten Steuern eingezahlt wurden, um von da aus erst in die fürstlichen Kassen übergeführt zu werden. Für die Abwicklung setzten die Landstände vielfach ständig tagende Gremien (genannt Collegium, Ausschuss, Kommissariat, Verordnung usw.) ein und bauten repräsentative Gebäude. Über diese Gremien und eine ausdifferenzierte Verwaltung bot sich den Landständen die Möglichkeit, die staatlichen Tätigkeiten und die Finanzverwaltung mit zu überwachen.

### Bedeutung der Landstände
Gemäß dem Verständnis der Zeit waren der Herrscher zu „Schutz und Schirm“, die Stände im Gegenzug zu „Rat und Hilfe“ verpflichtet. Diese gegenseitige Verpflichtung („mutua obligatio“) begründete die frühneuzeitliche Staatsbildung. In ihrer ersten Phase wandelte sich der „Domänenstaat“, der aus dem Eigengut und den nutzbaren Rechten des Herrschers finanziert wurde, zum „Steuerstaat“ der beginnenden Neuzeit.

### Niedergang der Landstände
Im 17. Jahrhundert begann durch den Dreißigjährigen Krieg der Niedergang der Landstände in den meisten deutschen Staaten. Dieser setzte sich im 18. Jahrhundert fort.
Mit der wachsenden Macht des Landesfürstentums (gemäß den Vorstellungen des Absolutismus) und der Entwicklung eines fürstlichen Beamtenstandes sank die Macht der Landstände, die in vielen Territorien fast bedeutungslos wurde, in andern Gebieten aber auch im 18. Jahrhundert noch großen Einfluss auf die Landesverwaltung besaßen. Dazu trug besonders die völlige Veränderung des Kriegswesens mit der Entstehung von Stehenden Heeren bei, welche die Macht in den Händen der Landesherren konzentrierte. Zudem beschränkte die Reichsgesetzgebung die Selbständigkeit der Landstände. Im „Steuerstaat“ der beginnenden Neuzeit hatten die Stände nur noch die Finanzmittel für eine wachsende Staatlichkeit bereitzustellen. Einen weiteren Verlust an Einflussnahme der Stände brachte die zunehmende Mediatisierung.
In Württemberg erhielt sich ihre volle Wirksamkeit bis 1805. Im Königreich Sachsen behielten die Landstände bis zur Einführung der konstitutionellen Verfassung 1831 ihre Vormachtstellung. In Mecklenburg konnte die Union der Landstände sogar bis 1918 ihre Macht bei der Verwaltung des Landes erhalten. In Niedersachsen existieren „Landschaften“ mit ständischer Verfassung bis heute fort.

## Einzelne Landstände
- Bayerische Landstände
- Breisgauer Landstände
- Landstände des Hochstifts Bamberg
- Landstände des Eichsfeldes
- Landstände des Stifts Fulda
- Landstände der Landgrafschaft Hessen
- Landstände des Großherzogtums Hessen
- Sächsische Landstände
- Landstände des Erzstifts Salzburg
- Landstände des Kurfürstentums Trier
- Landstände im Tiroler Landtag
- Württembergische Landstände

aus früheren Landständen hervorgegangene Institutionen
- Landschaft der Herzogtümer Bremen und Verden
- Calenberg-Grubenhagensche Landschaft
- Landschaft des ehemaligen Fürstentums Hildesheim
- Hoya-Diepholzsche Landschaft
- Landschaft des vormaligen Fürstentums Lüneburg
- Landschaft des ehemaligen Fürstentums Osnabrück
- Ostfriesische Landschaft

## Ständehäuser
Für die Landstände wurden im 19. und noch bis in die ersten Jahre des 20. Jahrhunderts Ständehäuser als eigene Bauten mit Versammlungssälen und Verwaltungsräumen errichtet.